# Nyteg
Nyteg var ett lajvprojekt stött av bland annat Studiefrämjandet, Sverok, Framtidens kultur och Ungdomsstyrelsen. Lajvet var fem dagar långt och ägde rum utanför Riddarhyttan i juli 1997. Det betraktas av många som en milstolpe inom svenskt lajvarrangerande.  

## Produktion
Arrangörerna Henrik Summanen och Tomas Walch hade länge sett problem i produktionen av levande rollspel och formulerade i ansökningarna inför projektet en plan för att skriva en arrangörshandbok. Projektet åtnjuter fortfarande respekt, som ett välarrangerat lajv, och arrangörerna har publicerat sina erfarenheter i lajvarrangörshandboken Saga mot verklighet. 
Nyteg var ett lajv med en tydlig huvudintrig, en politisk och militär konflikt om ett mindre landområde, kring vilket de flesta aktiviteterna kretsade. En skillnad mot de flesta andra lajv var att det endast fanns fyra grupper på lajvet: Attmars här, Duvrikes här, byn och vildfolket teirir. Arrangörerna accepterade inte anmälningar från fristående grupper utan alla spelare tillhörde någon av dessa grupper. Det förekom inte heller några fantasyvarelser på lajvet.
En annan viktig målsättning som också genomfördes var att konstruera intriger på flera nivåer. Många lajv begränsades vid den här tiden (och begränsas fortfarande) av att endast roller i ledande position hade formulerade intriger och arrangörerna förutsatte att dessa intriger skulle generera intriger även för det stora flertalet roller, vilket inte alltid inträffade. Till Nyteg konstruerades istället intriger på tre olika nivåer. Nyteg var också ett uttalat jämställt lajv och arrangörerna arbetade aktivt med att värva kvinnliga spelare till såväl soldat- som befälsroller.

## Fiktion

### Bakgrund
Nyteg utspelade sig i samma fiktiva värld som Trenne byar där det militära läget mellan grannstaterna Duvrike och Attmar var mycket spänt. Attmar och Duvrike var kulturellt mycket olika varandra och utövade var sin version av den gemensamma religionen. Duvrike var ett strikt feodalt rike där tiden stod stilla, där det var viktigare vem som tagit ett beslut och under vilken stjärna det gjorts än om det verkade rimligt och där ett ofta citerat ordstäv fastslog att ”förändringens vindar alltid blåser åt fel håll”. Attmar å andra sidan, var den Machiavelliska renässansens, de hyrda soldaternas, effektivitetens, de snabba karriärernas och de eviga intrigernas hemvist.
Spelplats för lajvet var Bjelkes Nyteg, en liten sömnig koloni på Västra fastlandet tillhörande den uråldriga stormakten på Östra fastlandet, Duvrike. Kolonin hade aldrig fått speciellt mycket uppmärksamhet och frågan var om den nästan inte var helt bortglömd av de styrande i Duvrike. Ganska nyligen, och ungefär samtidigt, fick såväl Duvrike samt grannstaten Attmar av någon anledning upp ögonen för Bjelkes Nyteg. Något i kolonin hade tilldragit sig stor uppmärksamhet från ledande vetenskapare (en för lajvet konstruerad benämning på vetenskapsmän av båda könen) på Östra fastlandet och Attmar sade sig ha hittat dokument som styrkte att Duvrike överlåtit kolonin. De senare höll inte med om detta och ungefär samtidigt skickade de två länderna var sin mindre militär styrka och en handfull vetenskapare över havet. Någon dag innan lajvet tog sin början landsattes härarna utanför kolonins enda egentliga koncentration av bebyggelse, byn Bjelkenäs. Den attmariska hären, under ledning av fältmarskalk Doringer, norr om byn och den duvrikiska armén söder om Bjelkenäs.

### Lajvet
Redan i ottan den första dagen marscherade hela Attmars här bryskt förbi den vägspärr som byns förbluffade tullhuspersonal försökt upprätta och in i Bjelkenäs. För nyvakna byinvånare förklarade man sedan att kolonin tillhörde Attmar och att folket var att betrakta som Attmarer och att Bjelkenäs numera hette Grönnäs. Hären drog sig dock tillbaka till sitt läger norr om byn tämligen omgående. Även om Duvrikes här verkade lite mer morgontrött lät sig dess svar inte dröja alltför länge och efter att ha visat upp sig i byn lite senare under dagen etablerade man en mer permanent vaktpost i byn. De följande dagarna ägnade sig både Attmar och Duvrike åt diplomatiska förvecklingar, vetenskapliga och militära expeditioner, skärmytslingar mellan soldater från arméerna samt många olika bud om vem kolonin tillhörde innan det hela mynnade ut i ett fältslag. Bjelkenäs hade tämligen enhälligt slutit upp på Duvrikes sida efter en attack från Attmars sida under den fest då byborna firade nyutnämnd självständighet. 
I en mindre skärmytsling på kvällen under lajvets tredje dag har en duvrikisk styrka mer eller mindre tillintetgjort en anstormande attmarisk genom att ta udden ur anfallet med ett regn av pilar skjutna från luckor i sköldmuren, men framför allt ur terrängen på flankerna. De båda stabernas förhållningssätt till den här informationen senare under slutstriden är ett tydligt tecken på hur tävlandet, trots lajvets tydliga äventyrskaraktär, stod tillbaka för rollspelandet.

### Slutstriden
Slutstriden var planerad av arrangörerna och dessa hade även förberett genom att ha en ambulans i beredskap utom synhåll utifall att något skulle gå fel. Slutstriden avhölls utanför Duvrikes läger, vilket innebar att Attmars här fick marschera ungefär tre kilometer till slagfältet. Duvrikes här hade fler kämpar än Attmars, men detta kompenserades av att Attmars armé var effektivare och Duvrikes strateg, Viscomt Gryningshök, var mycket dålig (en avsiktlig balansering från arrangörernas sida för att jämna ut oddsen).
Härarna ställde upp i slagordning ungefär tvåhundra meter från varandra; Duvrike på ett sätt som fungerat i hundratals år medan Attmar, som ägnat den senaste dagen åt att anpassa och samöva sina formationer, anpassade sin uppställning efter de kunskaper de fått via spejare och sin tubkikare om Duvrikes här. Genom att jämföra sköldarna mot tidigare observationer skaffade de sig en vag uppfattning om att Duvrike verkade ha placerat sina tyngsta trupper i mitten. Ett av de tyngsta förbanden saknas dock i linjen (det hölls som taktisk reserv vid staben), och en kastmaskin kunde skymtas över de tunga tunnhjälmarna i centrum. I Attmars centrum stod två led legosoldater i romerska rustningar och stora rektangulära sköldar. Bakom dem skymtade befäl landsknektarnas sex led av hillebarder. Flankerna skyddades av den medeltunga hird Stahler till väster och riddar Espings lätta spaningshird till höger. Attmars här var, med sina 130 soldater, betydligt färre än Duvrikes 180, lättare rustade, men med längre och tyngre vapen bättre anpassade för slagfältet. Deras formation var lika dynamisk och full av möjligheter som Duvrikes var statisk och traditionell. 
De högsta befälen utbytte via parlamentärer ultimatum, soldaterna skrek förolämpningar till varandra, fiendens erövrade fanor brändes och prästerna ledde soldaterna i bön.
När budet om att duvrikiska bågskyttar avancerade i skogen på båda sidor av slagfältet nådde Attmars stab, skickades riddar Esping och riddar Stahler med sina hirder ut för att bekämpa dem. På Espings högerflank var terrängen relativt svårforcerad; hennes och Duvrikes styrka låste bara upp varandra. På vänsterflanken, i gles skog med tydliga stigar, kunde hird Stahler, tack vare sina sköldar och understödda av lånade legobågskyttar, utan större problem tränga tillbaka bågskyttarna. 
Båda sidor såg hur Stahlers blå fana avancerade bland träden. Gryningshök, som inte gärna såg sin högerflank försvagas, satte in den reserv han hade, sitt tunga infanteri. Attmars fältmarskalk Doringer såg att stunden var kommen, trummorna spelade upp, flöjterna bytte melodi, och den attmariska krigsmaskinen sattes i rörelse. 
På strax under 100 meters håll avlossade den duvrikiska kastmaskinen sin last av knytnävsstora stenar (gestaltade av uppskurna tennisbollar) mot de främre attmariska leden, men vapnet var för gammalmodigt och stenarna hade ingen verkan mot sköldar och rustningar. Bara ett fåtal soldater föll. På fem meters avstånd öppnade sig den attmariska sköldmuren och sex led landsknektar rusade under hurrarop med sänkta hillebarder mot den skräckslagna duvrikiska centern som bröt samman. De flyende trängdes mot kastmaskinen och kunde inte fly rakt bakåt utan tvingas ut åt sidorna genom sina egna led med den attmariska stormningen i hälarna. 
I skogen, utan understöd, blev det tunga duvrikiska infanteriet snart nedkämpat av den mer lättrörliga Hird Stahler som sedan fortsatte snabbt framåt och slog, strax efter det attmariska huvudangreppet, från sidan in i den duvrikska högerflanken som nu angreps från tre riktningar. 
När den attmariska vänsterflanken ett tjugotal meter bakom den ursprungliga duvrikiska linjen, återknöt kontakten med huvudstyrkan stod man en kort stund öga mot öga med den relativt intakta duvrikiska staben. Ett sista kapitulationserbjudande gavs och avvisades innan de duvrikska ädlingarna efter ett halvhjärtat motanfall höggs ned.
Kort efter det att fältslaget avgjorts till Attmars fördel avbröts lajvet.